# 清風藤毛管蚜
清風藤毛管蚜（学名：Mollitrichosiphum (Metatrichosiphum）为毛管蚜科後毛管蚜屬下的一个种。